# 红凤菜
红凤菜（学名：Gynura bicolor），又名紅菜、補血菜，是菊科千里光族菊三七属的藥用植物。葉片背面呈紫紅色，正面呈深綠色，葉肉厚，含水量高，含花青素。分布在日本、缅甸、尼泊尔、臺灣、不丹、印度以及中国大陆的广东、广西、四川、云南、贵州等地，生长于海拔600米至1,500米的地区，多生长于山坡林下、岩石上和河边湿处，现在也人工栽培作为食用蔬菜，营养丰富。在臺湾被誉为“补血菜”；在中国大陆，又俗称“血皮菜”，中国北方很多人将它误认为紫背天葵；在日本常用于制作蔬菜沙拉和天麸罗。

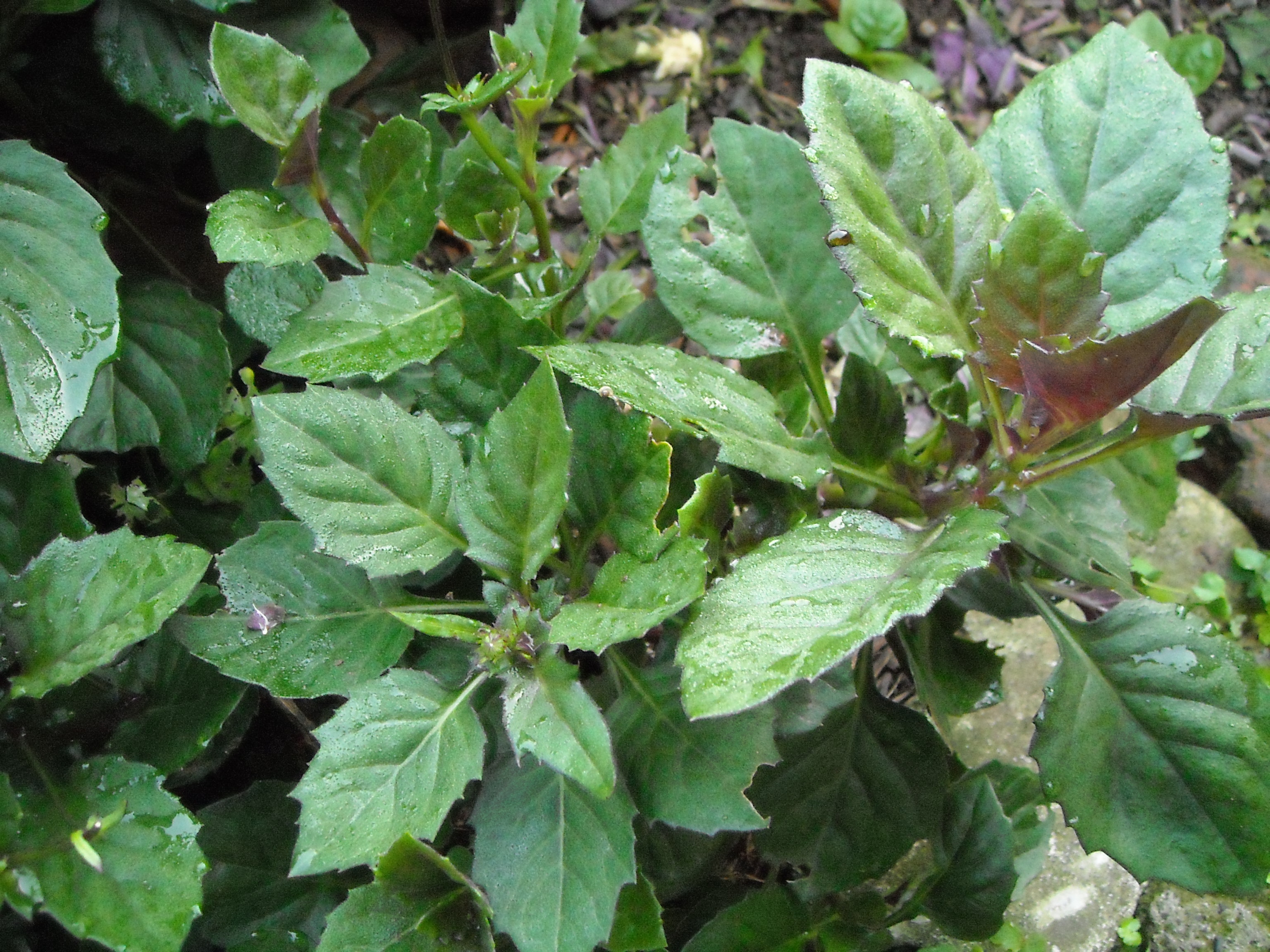
紅鳳菜

## 功效
可以活血、化瘀、解毒、消腫。紅鳳菜為涼性蔬菜，其豐富鐵質具造血作用，顏色越紅，富含的鐵就越多。並含鉀可幫助體內的水分代謝、消除浮腫、具降低血壓的功效。另外其富含維生素A、β-胡蘿蔔素、花青素、礦物質鎂。

## 食用禁忌
從中醫角度，紅鳳菜屬性偏涼，白天陽氣旺盛，身體陽氣相對旺，中午食用較合適。寒性體質者在晚上食用，症狀會變得更明顯。但若是加入薑絲同炒，就無此顧忌。

## 種植方法
紅鳳菜在臺灣雖然全年可生長，但夏季時天氣炎熱，葉片背面僅呈淡紫色，少有病蟲害，種植红凤菜常用扦插法，挑選較粗壯、約6-10公分末端帶有數片嫩葉的莖段，將枝條下方要插到土壤的節位葉片修掉，去除下半段的葉片可避免散失水分；太嫩的莖枝容易爛掉。淺埋到乾淨、疏鬆且略微潮濕的土壤中約5公分，放置在陰涼的位置，約一個星期後枝葉會慢慢挺起來。

## 别名
两色三七草（海南植物志）、血皮菜（四川）、玉枇杷、金枇杷、白背三七（贵州）、观音苋、紫背天葵、木耳菜、水三七

## 毒性爭議
2003年高雄醫學大學藥學研究所研究生林威宇在論文《蘭嶼木耳菜與黃花三七草化學成分及抗血小板凝集活性之研究暨台灣產三七草屬植物肝臟毒性之評估》中指出紅鳳菜地上部沒有生物鹼，卻呈現出強烈的致肝毒性，推測導致肝臟毒性之化合物除傳統上認定之吡咯連啶生物鹼外，其他非生物鹼化合物也扮演了部分肝毒性角色。
2013年《天府早報》報導說「中國科學院植物研究所博士劉夙在微博上稱，血皮菜含有吡咯里西啶生物鹼，具有肝毒性，建議大家不要食用這種野菜。刘夙建议大火热炒可以破坏掉一部分吡咯里西啶类生物鹼，而凉拌则是最不安全的吃法。
2015年《中南民族大学学报（自然科学版）》刊載李小军、覃欢、刘欢的論文〈菊三七属植物的民族药用和食用价值〉，提到红凤菜關於吡咯里西啶生物碱成分研究多，但未分离出。於急性毒性试验中未发现其有明显毒性，未存在中毒风险，具广泛食用的食用价值。
2017年新光醫院腸胃科朱光恩醫師表示，吡咯里西啶生物鹼存在於至少300種以上的食物、植物裡面，例如蜂蜜、茶葉。文獻上寫吡咯里西啶生物鹼可能會致癌，不過這些研究都只做在老鼠、羊、馬動物的身上，「這個物質對我們人類來講是不是真的有害，我想這個是有爭議性的。」也許大量的食用這樣子有含這樣的物質的一些食物確實是對身體有害，但是我想適度得吃，如果有少量的這些物質存在也許不至於對我們的身體有什麼傷害才對。」
2018年退休醫學教授發表文章，引用台灣、香港研究表示並無證據顯示食用紅鳳菜真的具有風險並建議只要均衡飲食，不用過於擔心紅鳳菜毒性。

## 誤食「菊三七」
因「菊三七」（Gynura Root ）的外觀與紅鳳菜（俗稱血皮菜 ）有些相似，誤食者將「菊三七」誤認為是紅鳳菜而採摘該植物的末端潤葉部分，並按紅鳳菜加工工藝處理，結果並未炒熟透，導致其中皂素成分未徹底破壞而導致的中毒。菊三七具有12种吡咯里西啶生物碱，毒性可致肝小静脉闭塞，致死率高。